# 자아미래주의

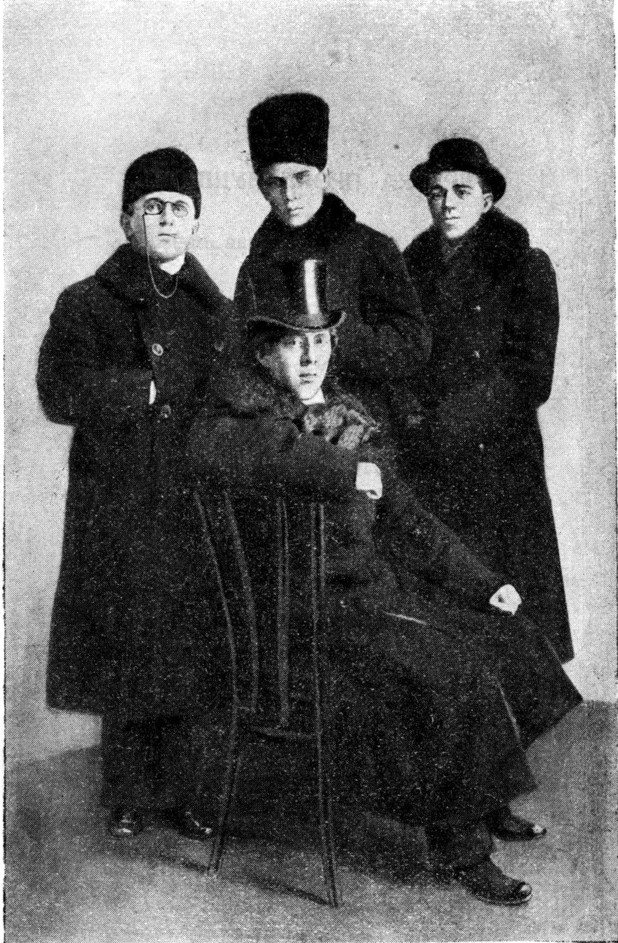
자아미래주의 아레오파고스의 협회. 앉아 있는 자가 이반 이그나티예프, 서 있는 자가 드미트리 크루초프, 바실리스크 그네도프, 파벨 시로코프이다.

자아미래주의(自我未來主義, 러시아어: Эгофутуризм; 영어: Ego-Futurism)란, 1910년대에 러시아에서 주장된 문학의 경향을 일컫는 것이다.

## 참고 문헌
- Russkiy futurizm. Teoriya. Praktika. Kritika. Vospominaniya. ('Russian Futurism. Theory. Practice. Criticism. Memoir.'). Moscow, 1999.
- Petrova, E. (2000) Russkiy futurizm ('Russian Futurism'). SPb., 2000

## 같이 보기
- 문학
- 입체미래주의